# Edith Evanson
Edith Evanson, née le 28 avril 1896 à Tacoma (État de Washington) et morte le 29 novembre 1980 dans le Comté de Riverside (Californie), est une actrice américaine.

## Filmographie partielle
- 1941 : Les Oubliés (Blossoms in the Dust) de Mervyn LeRoy - Hilda
- 1942 : Girl Trouble de Harold D. Schuster
- 1942 : Quelque part en France (Reunion in France) de Jules Dassin - Genevieve
- 1942 : La Femme de l'année (Woman of the Year) de George Stevens - Alma
- 1943 : La Nuit sans lune (The Moon Is Down) d'Irving Pichel
- 1944 : Le bonheur est pour demain (And Now Tomorrow) d'Irving Pichel - Mrs. Vankovitch
- 1946 : Le Démon de la chair (The Strange Woman) d'Edgar Georg Ulmer - Mrs Coggins
- 1947 : Singapour (Singapore) de John Brahm - Edith Barnes
- 1947 : Ambre (Forever Amber) d'Otto Preminger - Sarah
- 1948 : La Corde (Rope) d'Alfred Hitchcock - Mrs Wilson
- 1948 : Tendresse (I Remember Mama) de George Stevens - Tante Sigrid
- 1949 : Madame Bovary de Vincente Minnelli - La Mère Supérieure
- 1950 : Femmes en cage (Caged) de John Cromwell - Miss Barker
- 1950 : The Magnificent Yankee de John Sturges - Annie Gough
- 1950 : L'Esclave du gang (The Damned Don't Cry) de Vincent Sherman - Mme Castleman
- 1951 : Le Jour où la Terre s'arrêta (The Day the Earth Stood Still) de Robert Wise - Mrs. Crockett
- 1951 : L'Attaque de la malle-poste (Rawhide) de Henry Hathaway - Mrs. Hickman
- 1951 : La Voleuse d'amour (The Company She Keeps) de John Cromwell
- 1951 : Le Gouffre aux chimères (Ace in the Hole) de Billy Wilder - Miss Deverich
- 1953 : L'Homme des vallées perdues (Shane) de George Stevens - Mme Shipstead
- 1953 : Règlement de comptes (The Big Heat) de Fritz Lang - Selma Parker
- 1954 : Romance sans lendemain (About Mrs. Leslie) de Daniel Mann : Mme Fine
- 1959 : Voyage au centre de la Terre (Journey to the Center of the Earth) d'Henry Levin - L'aubergiste
- 1960 : Le Clown et l'Enfant (Toby Tyler, or Ten Weeks with a Circus) de Charles Barton - Tante Olive
- 1963 : Pas de lauriers pour les tueurs (The Prize) de Mark Robson - Mrs. Ahlquist
- 1963 : Trio de terreur (Twice-Told Tales) de Sidney Salkow - Lisabetta
- 1964 : Pas de printemps pour Marnie (Marnie) d'Alfred Hitchcock - Rita